# Тимур Ведерников
Тимур Владимирович Ведерников (роден на 14 януари 1974 г., село Койташ, Узбекска ССР) е руски музикант мултиинструменталист (китара, слайд китара „Добро“, хармоника, барабани), певец, композитор, аранжор, продуцент. Заслужил артист на Ингушетия (2016). Създател и продуцент на международния музикален фестивал MAMAKABO (от 2004 г.). Ръководител на продуцентския център на Timmusic, звукозаписно студио Timmusic.

## Биография
Тимур Ведерников е роден на 14 януари 1974 г. в село Койташ, Галяаралски район, Джизакска област, Узбекска ССР.
Детството си прекарва в Самарканд. Победител във Всесъюзните олимпиади по физика. Като ученик започва да се учи да свири на различни инструменти: банджо, мандолина, дутар, рубаб. През 1985 – 1987 г. е барабанист в детски ансамбъл към Самаркандската дестилерия.
В същото време страстта му към авторската песен започва в клуб „Доминантна“ под ръководството на Наталия Нестеренко. На 16-годишна възраст Ведерников става лауреат на фестивала „Грушински“ в дует с Шухрат Хусаинов.
Той е лауреат на фестивалите на авторската песен в Норилск, Чимган, Ташкент. След като завършва гимназия, идва в Москва, за да влезе в Московския физико-технологичен институт, но влиза в Минния институт. Играл е в отбора на KVN „Магма“.

## Дискография
- 2013 – Тимур Ведерников „ПОЁМ“ (в сотрудничестве с Игорем Мещериным и Михаилом Додоновым)
- 2010 – Валентин Куба и Тимур Ведерников „Махнем не глядя. Песни Победы“
- 2009 – Тимур Ведерников и Сергей Шитов „Два часа счастья. Избранное“
- 2009 – „Машинопись“ (трибьют к 40-летию группы „Машина времени“) – Ирина Сурина и Тимур Ведерников „Всегда одинок“
- 2008 – сборник „Пой, парень, пой!“ (песни Бориса Кинера) – Тимур Ведерников „Гватемалец“

### С „ГрАссМейстер“
- 2006 – „Инструментальный альбом“
- 2004 – „Лучшие партии“
- 2003 – „Поехали, Дункель“ с Андреем Козловским
- 2002 – „Деревянный рок-н-ролл“
- 2001 – „Знакомая романтика“ с Галиной Хомчик
- 2000 – „Время цветов“
- 1996 – „Трава по пояс“

### CD
- 2017 – Ирина Сурина „Не грусти“
- 2016 – Тимур Ведерников „Дорога на Берлин“
- 2016 – Катя Котеночкина „Город детства“
- 2016 – Валентин Куба „Времена года“
- 2015 – Тимур Ведерников „Нам нужна одна победа“, официален диск за 70-тия Парад на Победата на Червения площад.
- 2015 – Тимур Ведерников „Моя музыка из кинофильмов“

## Фильмография (музика за филми, телесериали и мултфилми)
- 2017 – „Хоботёнок“.
- 2016 – „Протополь“.
- 2015 – „Радость“.
- 2015 – „Мама-цапля“.
- 2014 – „Поросенок“.
- 2014 – „Анна“ („Жена егеря“).
- 2014 – „Курица“.
- 2014 – „10 друзей кролика“.
- 2013 – „Женский день“.
- 2013 – „У Вас будет ребенок“.
- 2013 – „Всё будет хорошо“.
- 2012 – сериал „Однолюбы“.
- 2006 – „Бухта Филиппа“.